# Пикаещото куче
Пикаещото куче (на нидерландски: Zinneke Pis) е скулптура с фонтан в центъра на Брюксел, представляваща бронзова статуетка на пикаещо улично куче в естествена величина, вдигнало крак на тротоарна колонка. Създадена е през 1999 г. от белгийския скулптор Том Францен. По замисъла на автора уличното куче от неясна порода символизира обединението на различните култури в Брюксел.
Разположена е на пресечката на улиците Rue des Chartreux (Kartuizersstraat) и Rue du Vieux-Marché (Oude Graanmarkt), недалеч от Манекен Пис и Пикаещото момиченце – символи на града, послужили като идея за създаването на скулптурата.
Думата Zinneke в брюкселския диалект на фламандския език означава непородисто улично куче, помияр.